# Appius Claudius Sabinus
Appius Claudius Sabinus (Kr. e. 6. század? – Kr. e. 5. század) szabin származású római politikus, a patricius Claudiusok nemzetségének második ismert tagja, a nemzetséget alapító Appius Claudius Sabinus Regillensis fia volt.
Kr. e. 504-ben Rómába települt és patríciussá fogadott apja Kr. e. 495-ben viselte a consuli rangot. Fia Kr. e. 487-ben részt vett a volscusok és aequusok elleni háborúban, ahol rendkívüli kegyetlenséggel járt el megfutamodó katonáival szemben. Kr. e. 486-ban apjával együtt tiltakozott Spurius Cassius Viscellinus földreform-javaslata ellen.
Kr. e. 482-ben pályázott először a méltóságra, de a néptribunusok megakadályozták a plebeiusokkal szemben családjához hasonlóan ellenséges politikus megválasztását. Kr. e. 471-re végül mégis sikerült megválasztani, de nem sikerült megakadályoznia Volero Publilius néptribunus azon javaslatainak elfogadását, amelyek értelmében a comitia tributa szélesebb jogköröket kapott az államélet irányításában.
A hagyomány szerint a néptribunusok később perbe fogták, de még a per előtt öngyilkosságot követett el.
Fivére, Caius Claudius Sabinus később consuli, fia – akiről egyébként elképzelhető, hogy valójában vele azonos személy –, Appius Claudius Crassus pedig decemviri rangra emelkedett.
| Elődei: Aulus Postumius Albus Regillensis és Titus Verginius Tricostus Caeliomontanus | Consul i. e. 495 collega: Publius Servilius Priscus Structus | Utódai: Aulus Verginius Tricostus Caeliomontanus és Titus Veturius Geminus Cicurinus |